# William Burges (Politiker)
William Burges (* 1806 oder 1808 in Fethard, Tipperary, Irland; † 16. Oktober 1876 ebenda) war ein früher Siedler in Western Australia und Mitglied des Western Australian Legislative Council.

## Leben
Der zeit seines Lebens unverheiratet gebliebene William Burges war ein Bruder von Lockier Clere Burges und Samuel Burges sowie ein Onkel von Thomas und Richard Burges. Im Jahr 1830 wanderten Burges und seine Brüder an Bord der Warrior nach Western Australia aus. Bis 1837 betrieben sie gemeinsam eine Farm im Upper Swan im heutigen Perth. 1837 erhielten seine Brüder Land bei York, das deren Nachkommen noch heute im Besitz halten.
Burges reiste 1841 nach Irland und kehrte 1844 nach York zurück. 1846 wurde er zum Friedensrichter ernannt und ein Jahr später zum Sekretär der York Agricultural Society. In dieser Funktion war er maßgeblich an der letztlich erfolgreichen Eingabe dieser Organisation beteiligt, deren Ziel es war, Western Australia zu einer Strafkolonie zu machen. 1850 zog er in den Distrikt Champion Bay und begründete dort seine Farm namens Bowes. Von 1851 bis 1860 war er Resident Magistrate für diesen Bezirk. 1853 wurde er zum Zolleinnehmer ernannt und zum Visiting Magistrate für das Sträflingslager in Port Gregory. 1860 kehrte er nach Irland zurück, 1868 und 1875 kam er noch einmal nach Western Australia zu Besuch. Im November 1875 wurde er für den Legislative Council nominiert. Er behielt den Sitz bis zu seinem Rücktritt im Juli 1876. Er kehrte erneut nach Irland zurück, wo er am 16. Oktober in Fethard starb.